# Кашин, Владимир Алексеевич
Владимир Алексеевич Ка́шин (1908 — 1987) — советский инженер и учёный в области химической технологии.

## Биография
Родился в 1908 году в Бийске Бийского уезда Томской губернии (ныне Алтайский край). Окончил Московский институт тонкой химической технологии по специальности «Каучук и резина». Работал в ОКБ ленинградского завода «Севкабель».
Участник Великой Отечественной войны.
После демобилизации работал на «Севкабеле», с 1949 года — в Ленинградском филиале ВНИИ кабельной промышленности.
С 1955 года работал в Томском филиале ВНИИКП.

## Награды и премии
- два ордена Красной Звезды (9.7.1944 и 23.05.1945)
- два ордена Отечественной войны II степени (9.3.1945; 6.4.1985)
- медали
- Сталинская премия третьей степени (1951) — за создание нового технологического оборудования для электропромышленности